# WME Awards para Cantora do Ano
WME Awards para Cantora do Ano é um prêmio dado anualmente no WME Awards, uma cerimônia estabelecida em 2017, que visa valorizar o trabalho de mulheres na música.

## Vencedoras e indicadas

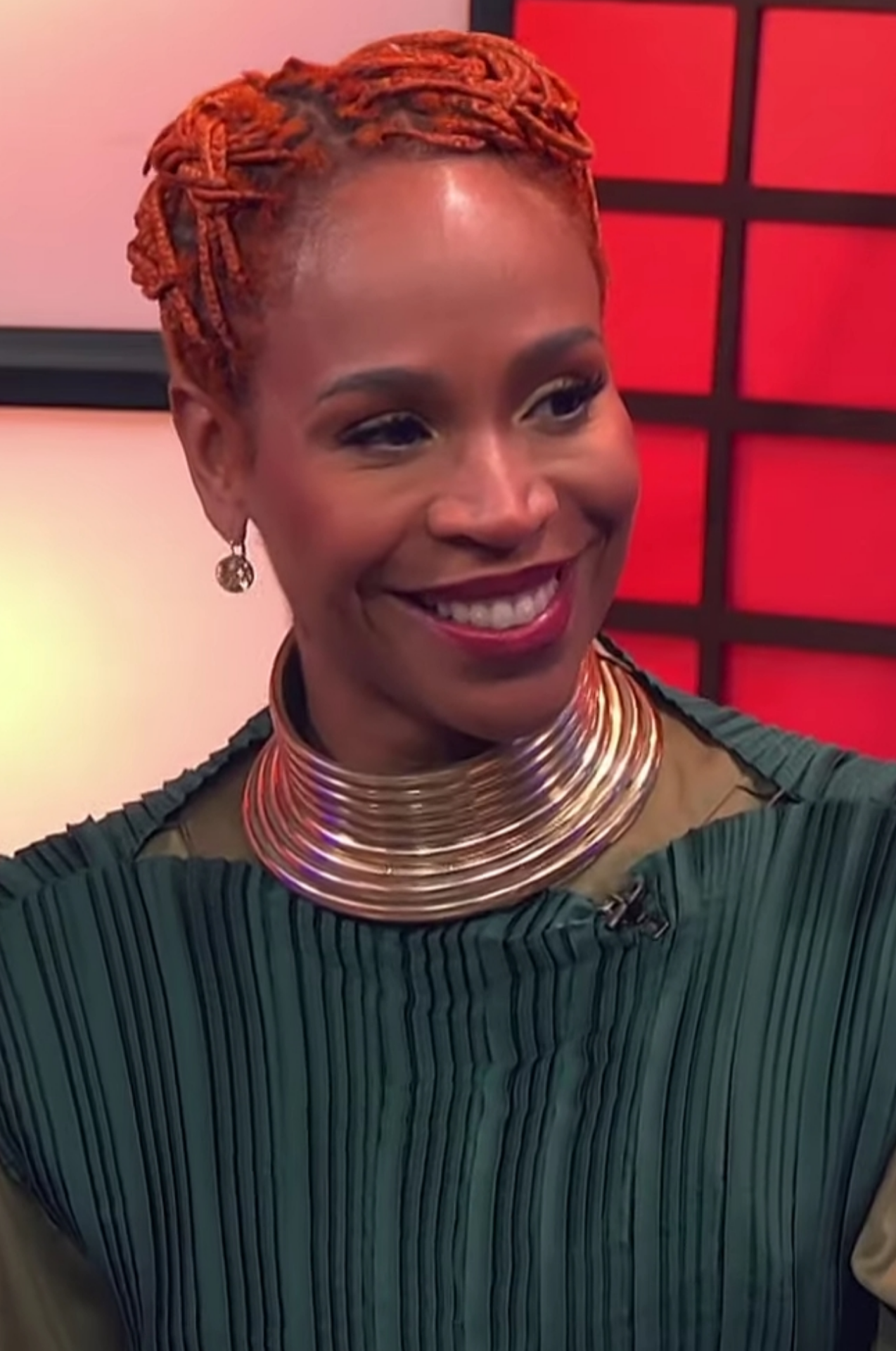
Vencedora inaugural, Karol Conká

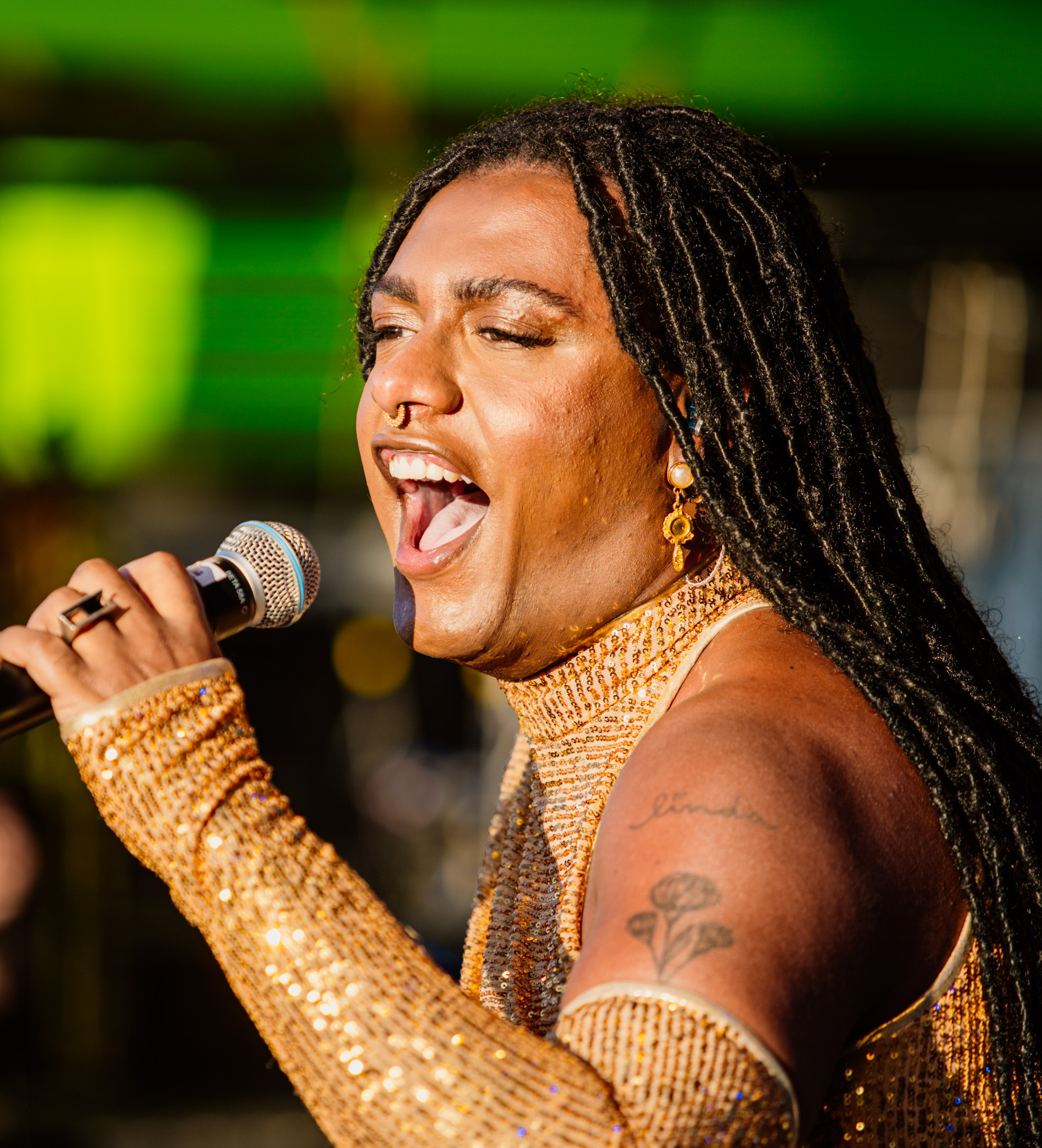
Vencedora em 2023, Liniker

### Década de 2010
| Ano  | Vencedor(a) | Indicados                                                 | Ref.  |
| ---- | ----------- | --------------------------------------------------------- | ----- |
| 2017 | Karol Conká | - Anitta - Elza Soares - Juçara Marçal - Marília Mendonça | [ 2 ] |
| 2018 | Elza Soares | - Iza - Ludmilla - Luedji Luna - Marília Mendonça         | [ 3 ] |
| 2019 | Pitty       | - As Bahias e a Cozinha Mineira - Céu - Iza - Ludmilla    | [ 4 ] |

### Década de 2020
| Ano  | Vencedor(a)      | Indicados                                               | Ref.  |
| ---- | ---------------- | ------------------------------------------------------- | ----- |
| 2020 | Elza Soares      | - Anitta - Luedji Luna - Luísa Sonza - Marília Mendonça | [ 5 ] |
| 2021 | Maiara & Maraísa | - Duda Beat - Ludmilla - Luísa Sonza - Majur            | [ 6 ] |
| 2022 | Luísa Sonza      | - Duda Beat - Juçara Marçal - Liniker - Marina Sena     | [ 7 ] |
| 2023 | Liniker          | - Ana Castela - Iza - Marina Sena - Simone Mendes       | [ 8 ] |
| 2024 | Luísa Sonza      | - Ana Castela - Liniker - Ludmilla - Luedji Luna        | [ 9 ] |

## Estatísticas

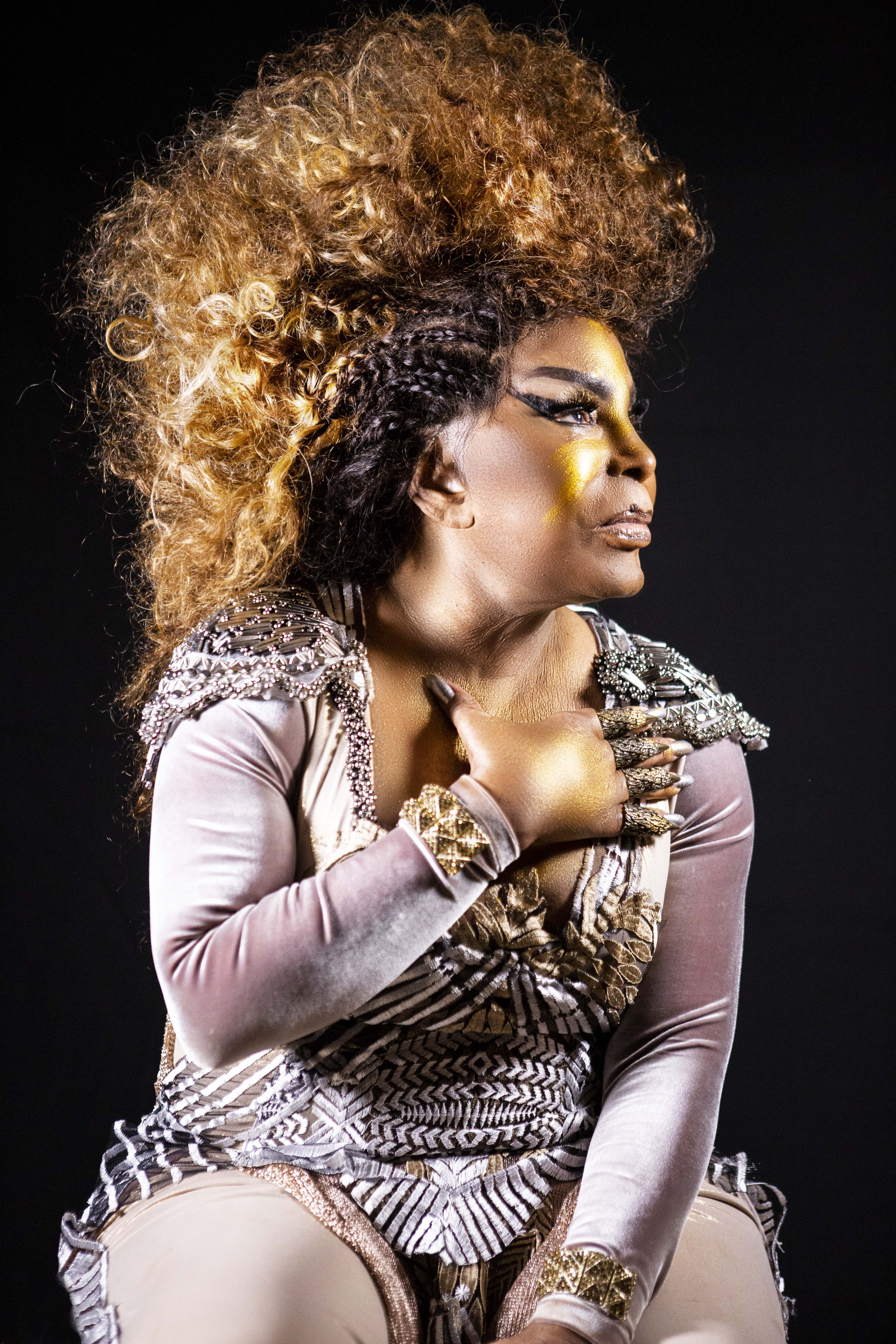
Elza Soares, maior vencedora.

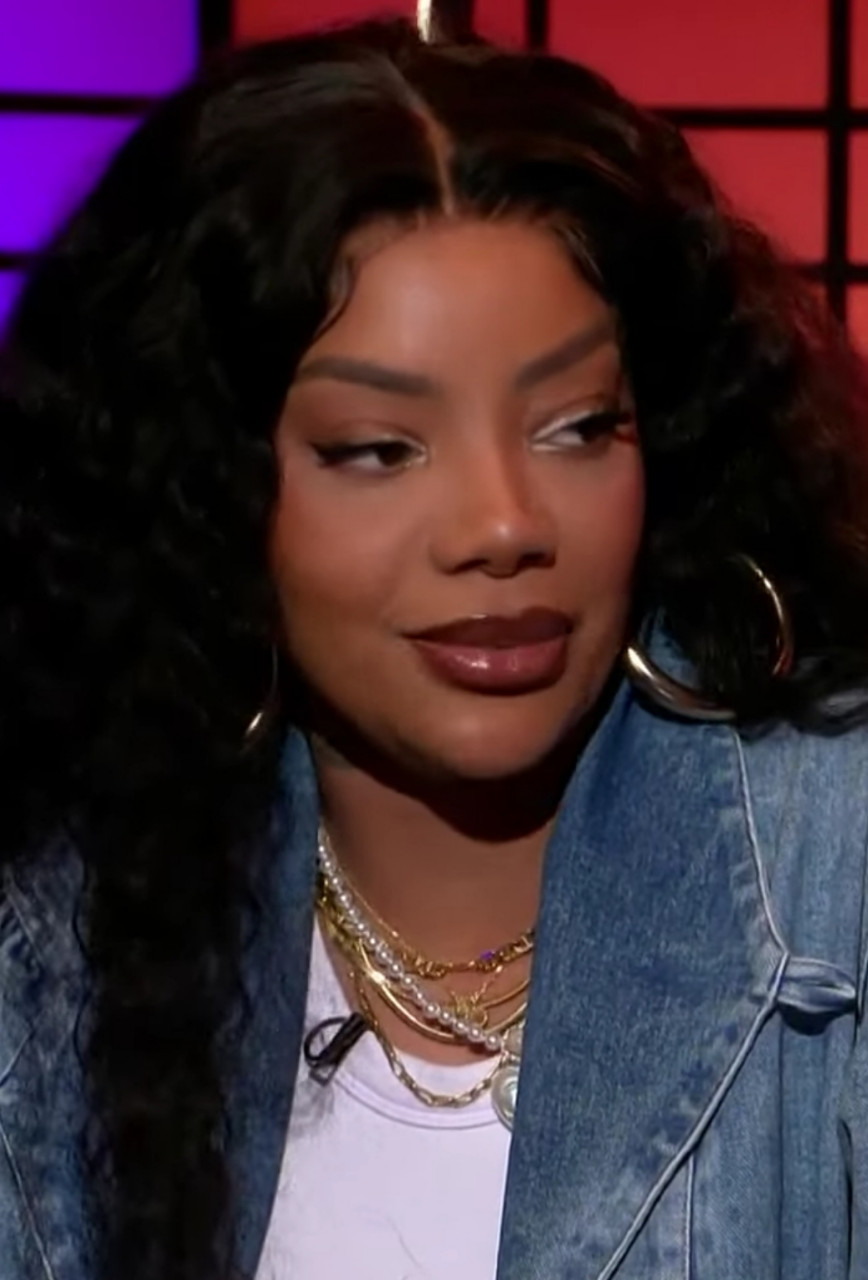
Ludmilla, mais indicada.

| Mais premiadas - Elza Soares — 2 - Luísa Sonza — 2 | Mais indicadas - Ludmilla — 4 - Luísa Sonza — 4 - Elza Soares — 3 - Iza — 3 - Liniker — 3 - Luedji Luna — 3 - Marília Mendonça — 3 - Ana Castela — 2 - Anitta — 2 - Duda Beat — 2 - Juçara Marçal — 2 - Marina Sena — 2 |